# Балтазар ван дер Аст
Балтазар ван дер Аст (нід. Balthasar van der Ast; 1593, Мідделбург — 1657, Делфт) — голландський художник першої половини XVII строліття, майстер натюрмортів з квітами.

## Життєпис

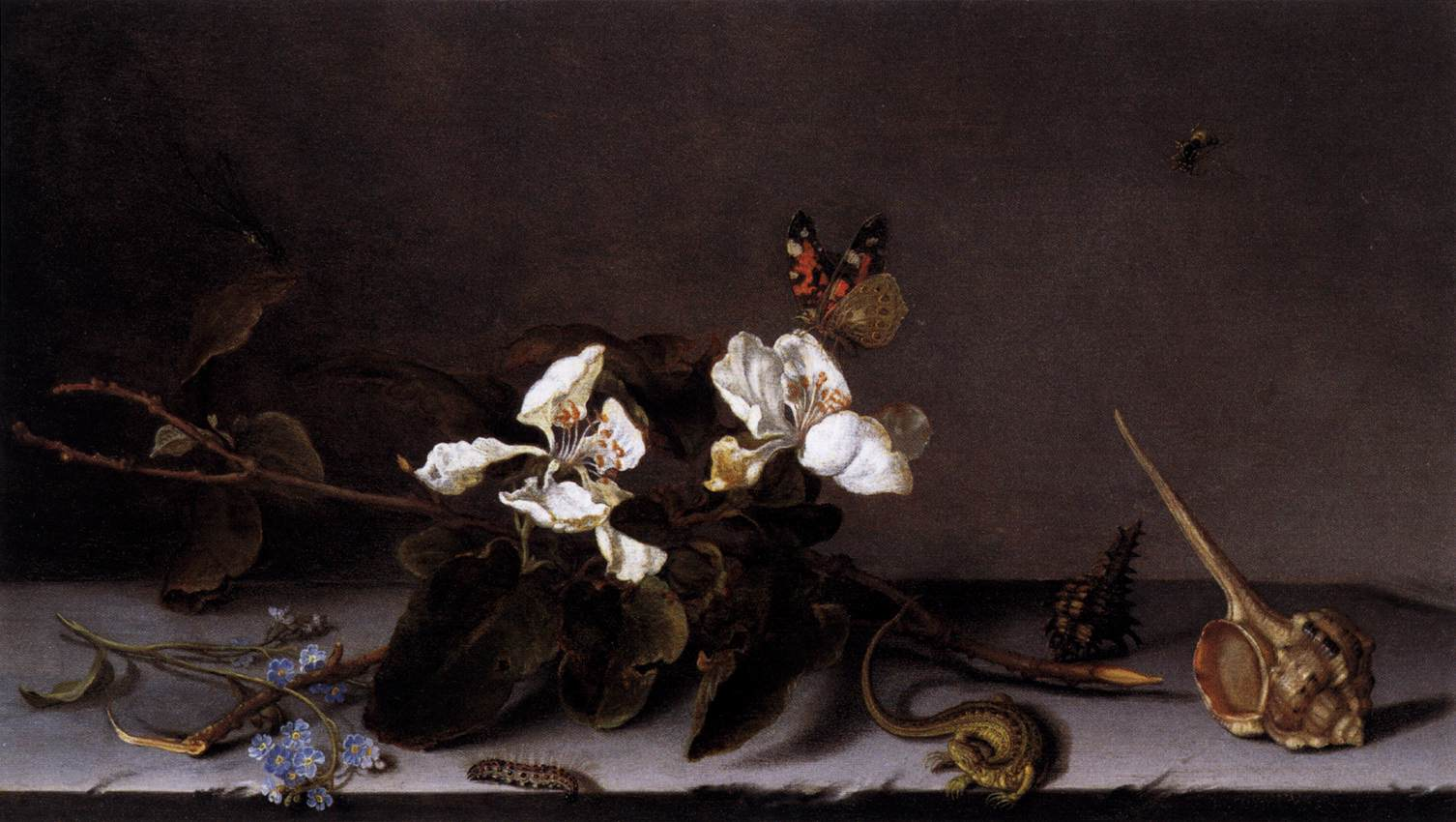
Натюрморт з квітками яблуні, Берлін

Точної дати народження Балтазара ван дер Аста не віднайдено. Умовно беруть 1593 рік чи близько того.  Непрямою вказівкою на рік народження митця вважають першу картину ван дер Аста, датовану 1610 роком. Тобто до цього року він повинен був пройти якийсь шлях навчання і опанування художнього ремесла.
У батьківській родині окрім Балтазара була старша дочка, з якою узяв шлюб фламандський майстер квіткових натюрмортів — Амброзіус Босхарт. Він і працював у голландському місті Мідделбург з 1593 року. Він  міг бути першим вчителем майбутнього художника, родича з боку дружини. Саме в родину Амброзіуса Босхарта та старшої сестри і перебрався молодий Балтазар у 1609 році по смерті батька. Ранні твори Балтазара ван дер Аста мають значний вплив творів чоловіка її сестри.
1619 роком зафіксоване перебування художника Балтазара ван дер Аста в місті Утрехт, осередку католицизму в протестантському оточенні інших голландських провінцій. В Утрехті був членом гільдії Св. Луки, тобто мав статус майстра. За припущеннями, художник Ян Давідс де Хем (1606 — 1683/84) — його учень.
1632 року Балтазар ван дер Аст перебрався у Делфт, де через рік узяв шлюб, ім'я його дружини — Маргарет. Родина мала двох доньок — Марію та Елену.
Бальтазар ван дер Аст жив і працював в місті Делфт до власної смерти у 1657 році. Художника поховали в місцевій церкві Уде  керк, де також поховані Антоні ван Левенгук та художник Ян Вермер.

## Художня манера

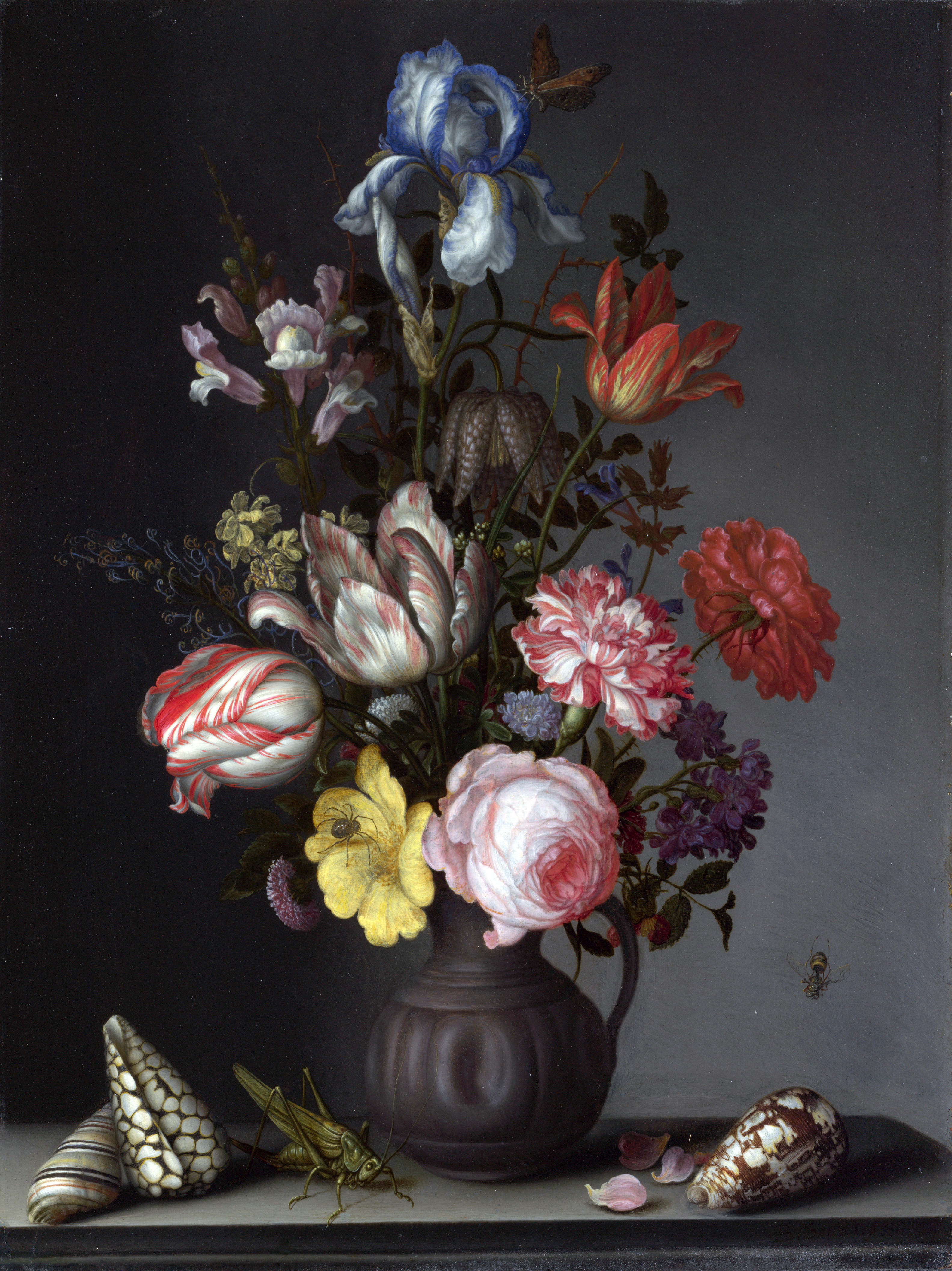
«Квіти в вазі і комахи», Національна галерея (Лондон)

Художня манера Балтазара ван дер Аста стримана і досить спокійна. Для внесення розмаїття створював в натюрмортах з квітами зображення мушлей, коштовної порцеляни, привезеної з Китаю, комах та ящірок. Спокійний характер митця відбився на творах, позбавлених яскравих колористичних гам і рухів, притаманних бароковим натюрмортам, що створював фламандець Франс Снейдерс. Відходив від документально точного відтворення квітів за сезонами та датами зацвітання. В натюрмортах митця поряд намальовані квіти, терміни зацвітання яких ніяк не збігаються (тобто створені за попередніми замальовками). Метою було декоративне враження від композиції, а не «документальність».

## Вибрані твори

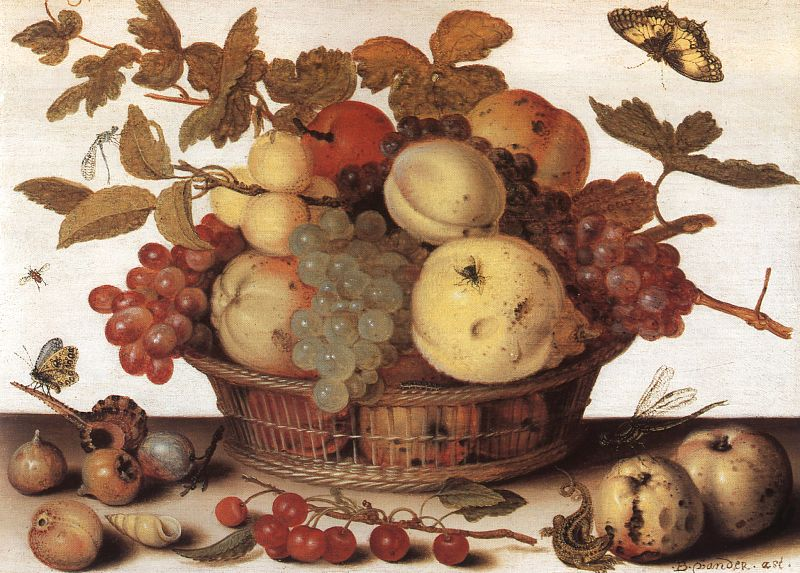
«Кошик з фруктами і комахами. 1632 р., Берлін.

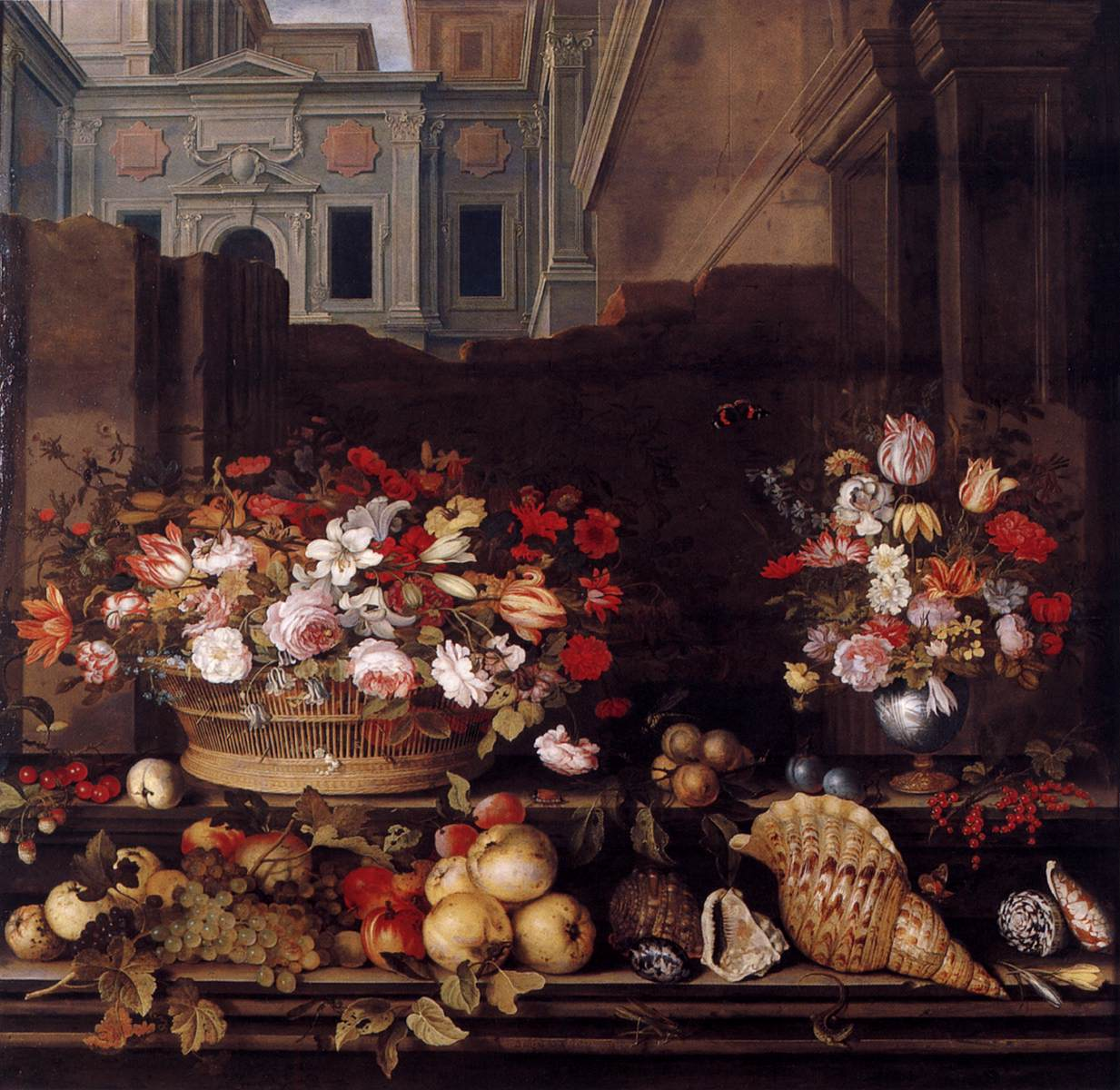
«Фрукти і квіти на тлі архітектури» 1640, музей мистецтв, Дуе (Нор), Франція

- «Натюрморт з фруктами на порцеляні і квітами», 1620, Державний музей, Амстердам
- «Тропічні фрукти, мушлі і тюльпан», 1620, Мауріцхейс, Гаага
- «Китайський кошик з фруктами і порцеляною», 1622, Національна галерея мистецтв, Вашингтон
- «Натюрморт з квітами і дві мушлі», 1622, Художній музей, Сент-Луїс
- «Таріль з фруктами і мушлями», 1630, Ермітаж, Санкт-Петербург
- «Квіти в вазі і комахи», 1630, Національна галерея, Лондон
- «Кошик з фруктами і комахи», малюнок, 1632.
- «Фрукти, мущлі і троянди», Берлін
- «Натюрморт з квітками яблуні», 1635, Берлін
- «Натюрморт з фруктами і двома папугами», Ермітаж, Санкт-Петербург
- «Мушлі», Ермітаж, Санкт-Петербург
- «Квіти в скляній вазі, мушлі і ящірка»
- «Фрукти і квіти на тлі архітектури», 1640, Музей мистецтв, Дуе (Нор), Франція
- «Квіти, фрукти і мавпа», Історико-художній музей, Серпухов
- «Фрукти і мушлі», Берлін
- «Ящірка та мушлі», Сент-Омер, Франція

## Галерея

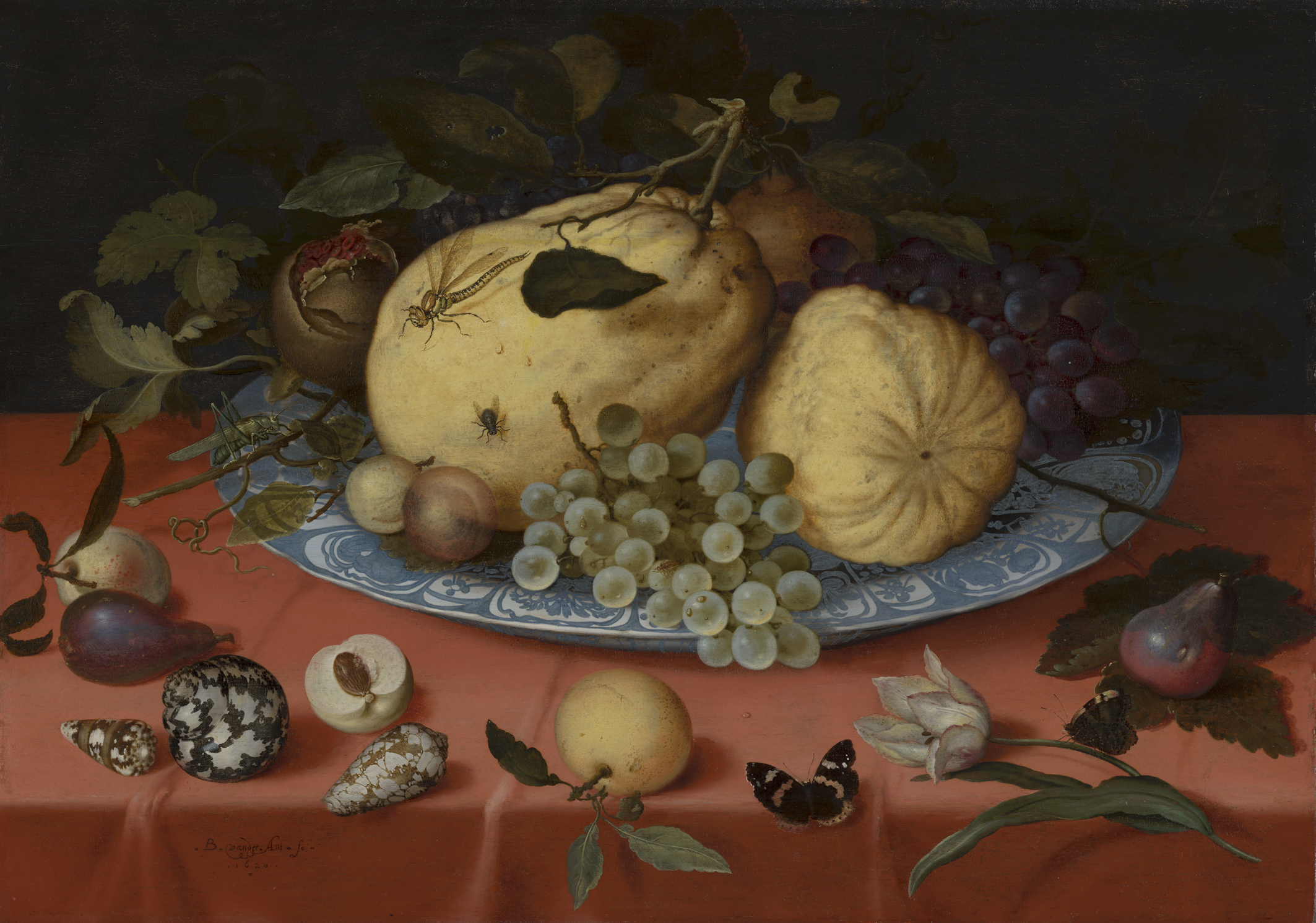
«Тропічні фрукти, мушлі і тюльпан», 1620, Мауріцхейс, Гаага
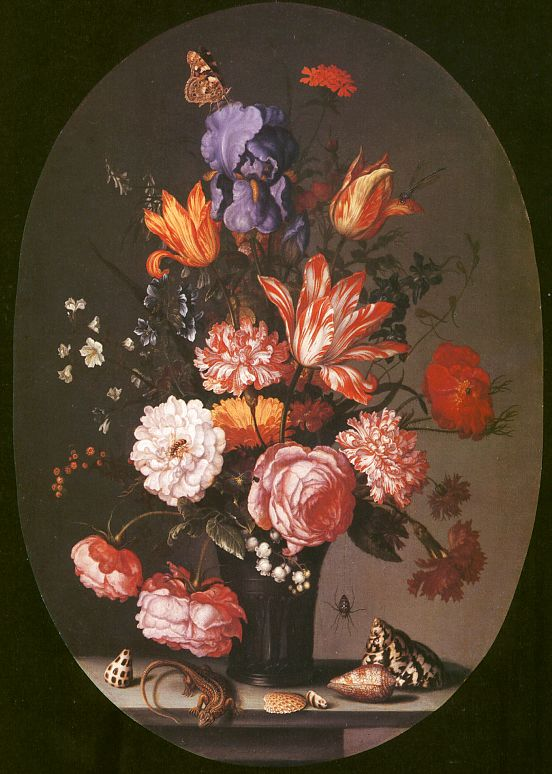
«Квіти в скляній вазі, мушлі і ящірка»
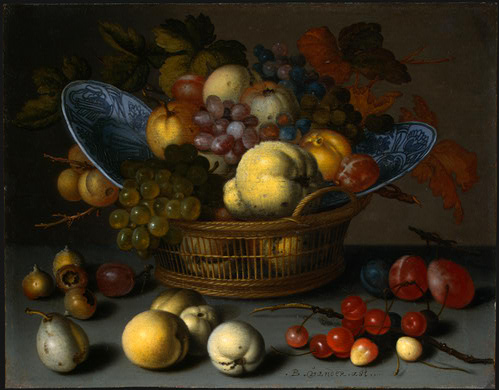
* « Китайський кошик з фруктами і порцеляною», 1622, Національна галерея мистецтв, Вашингтон, США